# Sosnogorsk
Sosnogorsk (em russo: Сосногорск; Komi: Сӧснагорт, Sösnagort) é uma cidade na República de Komi, na Rússia. Ele está localizado às margens do rio Izhma. Durante a era soviética, um campo de trabalho corretivo foi localizado aqui. População: 29.587 (Censo 2002). A cidade era conhecida como Izhma (Ижма) até renomeado em 1957.

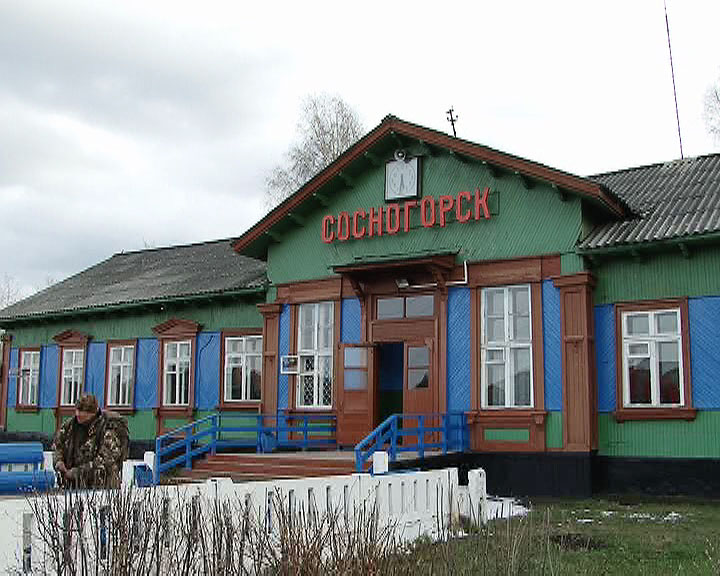
Estação ferroviária antiga, destruida em 2018

## Ligações Externas
- Official Site of Sosnogorsk District Administration
- More information on Sosnogorsk city